# Агни-I
«Агни-I» или «Агни-1» (хинди अग्नि, англ. Agni — «огонь») — индийская баллистическая ракета меньшей дальности класса «Агни», разработанная Организацией оборонных исследований и разработок в рамках Комплексной программы разработки управляемых ракет Министерства обороны Индии. Представляет собой одноступенчатую ракету, которая была принята на вооружение после Каргильской войны с той целью, чтобы занять промежуточное место по дальности между радиусами поражения в 250 км (ракеты класса «Притхви-II») и 2500 км (ракеты класса «Агни-II»). Первый запуск подобной ракеты с мобильного ракетного комплекса состоялся 25 января 2002 года на острове Уилер (ныне остров Абдул Калам) около побережья штата Орисса на испытательном полигоне. Ориентировочно насчитывается не более 75 пусковых установок.

## Разработка
Первое испытание ракет класса «Агни» состоялось на испытательном полигоне в городе Чандипур (ныне штат Одиша) в 7:17 утра 22 мая 1989 года. Ракета «Агни-I» — одноступенчатая твердотопливная баллистическая ракета меньшей дальности, запускаемая с мобильного дорожного или железнодорожного комплекса. Необходимость в ракетах подобного типа возникла после Каргильской войны: Организации оборонных исследований и разработок потребовалось 15 месяцев, чтобы доработать ракету «Агни-I» уже после того, как была завершена работа над ракетой «Агни-II».
Аэродинамические характеристики маневрирующей головной части ракеты позволяют изменять траекторию её полёта и уменьшить термические нагрузки на боеголовку. Головная часть может корректировать свою скорость для компенсации отклонений от траектории при запуске. В некоторых версиях головных частей используются специальные твердотопливные рулевые двигатели с фиксированной величиной импульса, позволяющие бортовому контроллеру наведения корректировать скорость полёта вдоль желаемой пространственной траектории. Длина ракеты составляет 15 м, масса достигает 12 т; в боеголовке может быть как обычный, так и ядерный заряд массой до 1000 кг. Дальность полёта составляет от 700 до 1200 км.
В класс «Агни» входят ракеты с одной ступенью (баллистические ракеты малой дальности) или двумя ступенями (баллистические ракеты средней дальности). Подобные ракеты могут запускаться с мобильных дорожных и железнодорожных комплексов, обладая мощными ракетными двигателями. Ракеты «Агни-I» считаются частью так называемого минимального надёжного сдерживания.

## Обслуживание
Индийская армия регулярно проводит учения с применением ракет «Агни-I», ставя в качестве цели обучение расчётов запуску подобных ракет. Обучением расчётов руководит Командование стратегических сил, всю материально-техническую поддержку оказывает Организация оборонных исследований и разработок. 5 октября 2007 года состоялся первый тестовый запуск ракеты в Чандипуре: согласно официальным заявлениям, условная цель была поражена. Очередные успешные тестовые запуски состоялись на острове Абдул Калам 27 ноября 2015 года и 14 марта 2016 года. 22 ноября 2016 и 6 февраля 2018 года Командование стратегических сил доложило об очередной серии успешных запусков «Агни-I». В настоящее время ракеты «Агни-I» состоят на вооружении 334-й ракетной группы (англ. 334 Missile Group), дислоцированной в Секундерабаде и подчиняющейся Командованию стратегических сил сухопутных войск Индии.

## Характеристики
- Количество степеней: одна
- Двигатель: твердотопливный, с композитным корпусом[23].
- Масса ракеты: 12 т[8][9][22].
- Длина: 15 м[8][9][22].
- Диаметр: 1 м[8][9].
- Скорость: 2,5 км/с (9000 км/ч)[8].
- Дальность: от 700 до 1200 км[8][22].
- Практический потолок: 370 км[9].
- Тип боеголовки: фугасная, кумулятивная, кассетная, зажигательная, термобарическая, ядерная[англ.].
- Масса взрывчатого вещества: от 1 до 2,5 т[24].
- Система наведения:
  - На среднем участке траектории: лазерная гироскопическая инерциальная навигационная система. При необходимости корректируется с помощью спутникового наведения GPS/NavIC.
  - Конечное[англ.]: по радару.
- Точность поражения: круговое вероятное отклонение до 25 м[21]
- Пусковая установка: грунтовый/железнодорожный комплекс 8 x 8 Tatra[25].

## Варианты замены
Организация оборонных исследований и разработок занимается разработкой двухступенчатой ракеты под названием «Agni-1P» путём интеграции новых технологий, используемых в ракетах «Агни-IV» и «Агни-V», для повышения точности и надёжности ракеты. 28 июня 2021 года с острова Абдул Калам состоялся успешный запуск ракеты «Agni-1P». Это двуступенчатая твердотопливная ракета, которая может храниться в контейнере и перевозиться по обычной и железной дороге. Относится к новому классу ракет, которые в два раза легче ракеты «Агни-III», обладает новой бортовой системой наведения и дальностью полёта от 1000 до 2000 км.